# وسکرسنسکی (دهانه)
وسکرسنسکی یک دهانه برخوردی در ماه‌ است.

## دهانه‌های اقماری
این دهانه ۱ دهانه اقماری دارد.
| Voskresenskiy | عرض جغرافیایی | طول جغرافیایی | قطر          |
| ------------- | ------------- | ------------- | ------------ |
| K             | ۲۸.۸° N       | ۸۴.۱° W       | ۳۴.۰ کیلومتر |